# Johann Serro
Johann Serro, auch Giovanni Serro (* wohl Anfang des 17. Jahrhunderts in Roveredo; † um 1670 ebenda), war ein Schweizer Baumeister.

## Leben und Werke
Johann Serro stammte aus Roveredo in Misox. Auf Grund guter Kontakte zu Baumeistern aus seiner Heimatregion wurde Serro Maurermeister in Neuburg an der Donau. Dort erbaute er das Rathaus, die Türme am Heilig-Geist-Spital und die Kirchen St. Peter und Sankt Wolfgang. Von 1639 bis 1670 war Serro in Schwaben aktiv. Er beteiligte sich an der Wiedererrichtung des Immenstädter Spitals und baute das Kloster Pfäfers und das Schloss Kemnath. In Blindheim leitete er die Erhöhung des Turmes der Pfarrkirche St. Martin.
Er ist der Baumeister der Stiftskirche Sankt Lorenz und der fürstäbtlichen Residenz in Kempten (Allgäu) und war auch an weiteren Orten in Schwaben tätig. Serro änderte teilweise die barocken Pläne von Beer und gab dem Bauwerk Renaissance-Elemente, was zusammenhängt mit Serros Vorliebe für die oberitalienische Renaissance.
Nach Serro sind die von ihm erbauten Serrohäuser nördlich der Kirche Sankt Lorenz in Kempten benannt. Johann Serro kehrte im Winter regelmäßig in seinem Dorf Roveredo zurück; dort starb er wohl im Jahr 1670.